# Ken Linseman
Kenneth Linseman (né le 11 août 1958 à Kingston, dans la province de l'Ontario au Canada) est un joueur professionnel canadien de hockey sur glace ayant évolué dans la Ligue nationale de hockey.

## Carrière
Après trois saisons passé au niveau junior avec les Canadians de Kingston de l'Association de hockey de l'Ontario, ancêtre de la LHO, Linseman se voit être réclamé par les Bulls de Birmingham lors du repêchage amateur de l'Association mondiale de hockey en 1977. Dès la saison suivante il devient joueur professionnel en rejoignant les Bulls avec qui inscrit 76 points en 71 rencontres.
L'été suivant les Flyers de Philadelphie font de lui leur choix de première ronde, septième joueur au total à être sélectionné lors de l'encan annuel. Il se joint alors au Flyers, partageant sa première saison entre ces derniers et leur club affilié dans la Ligue américaine de hockey, les Mariners du Maine. Il obtient un poste à temps plein avec les Flyers dès l'année suivante et reste avec eux jusqu'à l'été 1982 où il passe aux Oilers d'Edmonton.
Après avoir remporté la Coupe Stanley avec les Oilers en 1984, ces derniers le cèdent aux Bruins de Boston. Il passe cinq saisons avec Boston, les aidant à atteindre la finale de la Coupe en 1988 face à son ancienne équipe, les Oilers.
Il partage la saison 1989-1990 entre les Bruins et les Flyers avant de retourner à Edmonton l'année suivante et ce, pour une saison. À l'été 1992, les Maple Leafs de Toronto font son acquisition en retour d'une somme d'argent. L'attaquant ne joue que deux rencontres avec les Leafs avant de se joindre au Asiago Hockey AS de la Série A en Italie pour cinq parties au terme desquelles il annonce son retrait de la compétition.
Au niveau international, il remporta la médaille d'argent avec l'équipe du Canada à la Coupe Canada 1981.

## Statistiques
Pour les significations des abréviations, voir Statistiques du hockey sur glace.
| Saison     | Équipe                 | Ligue      |     | Saison régulière | Saison régulière | Saison régulière | Saison régulière | Saison régulière |    | Séries éliminatoires | Séries éliminatoires | Séries éliminatoires | Séries éliminatoires | Séries éliminatoires |
| Saison     | Équipe                 | Ligue      | PJ  | B                | A                | Pts              | Pun              | PJ               | B  | A                    | Pts                  | Pun                  |                      |                      |
| 1974-1975  | Canadians de Kingston  | AHO        | 59  | 19               | 28               | 47               | 70               | 8                | 2  | 5                    | 7                    | 8                    |                      |                      |
| 1975-1976  | Canadians de Kingston  | AHO        | 65  | 51               | 61               | 112              | 92               | 7                | 5  | 0                    | 5                    | 18                   |                      |                      |
| 1976-1977  | Canadians de Kingston  | AHO        | 63  | 53               | 74               | 127              | 210              | 10               | 9  | 12                   | 21                   | 54                   |                      |                      |
| 1977-1978  | Bulls de Birmingham    | AMH        | 71  | 38               | 38               | 76               | 126              | 5                | 2  | 2                    | 4                    | 15                   |                      |                      |
| 1978-1979  | Mariners du Maine      | LAH        | 38  | 17               | 22               | 39               | 106              |                  |    |                      |                      |                      |                      |                      |
| 1978-1979  | Flyers de Philadelphie | LNH        | 30  | 5                | 20               | 25               | 23               | 8                | 2  | 6                    | 8                    | 22                   |                      |                      |
| 1979-1980  | Flyers de Philadelphie | LNH        | 80  | 22               | 57               | 79               | 107              | 14               | 4  | 18                   | 22                   | 40                   |                      |                      |
| 1980-1981  | Flyers de Philadelphie | LNH        | 51  | 17               | 30               | 47               | 150              | 12               | 4  | 16                   | 20                   | 67                   |                      |                      |
| 1981-1982  | Flyers de Philadelphie | LNH        | 79  | 24               | 68               | 92               | 275              | 4                | 1  | 2                    | 3                    | 6                    |                      |                      |
| 1982-1983  | Oilers d'Edmonton      | LNH        | 72  | 33               | 42               | 75               | 181              | 16               | 6  | 8                    | 14                   | 22                   |                      |                      |
| 1983-1984  | Oilers d'Edmonton      | LNH        | 72  | 18               | 49               | 67               | 119              | 19               | 10 | 4                    | 14                   | 65                   |                      |                      |
| 1984-1985  | Bruins de Boston       | LNH        | 74  | 25               | 49               | 74               | 126              | 5                | 4  | 6                    | 10                   | 8                    |                      |                      |
| 1985-1986  | Bruins de Boston       | LNH        | 64  | 23               | 58               | 81               | 97               | 3                | 0  | 1                    | 1                    | 17                   |                      |                      |
| 1986-1987  | Bruins de Boston       | LNH        | 64  | 15               | 34               | 49               | 126              | 4                | 1  | 1                    | 2                    | 22                   |                      |                      |
| 1987-1988  | Bruins de Boston       | LNH        | 77  | 29               | 45               | 74               | 167              | 23               | 11 | 14                   | 25                   | 56                   |                      |                      |
| 1988-1989  | Bruins de Boston       | LNH        | 78  | 27               | 45               | 72               | 164              |                  |    |                      |                      |                      |                      |                      |
| 1989-1990  | Bruins de Boston       | LNH        | 32  | 6                | 16               | 22               | 66               |                  |    |                      |                      |                      |                      |                      |
| 1989-1990  | Flyers de Philadelphie | LNH        | 29  | 5                | 9                | 14               | 30               |                  |    |                      |                      |                      |                      |                      |
| 1990-1991  | Oilers d'Edmonton      | LNH        | 56  | 7                | 29               | 36               | 94               | 2                | 0  | 1                    | 1                    | 0                    |                      |                      |
| 1991-1992  | Maple Leafs de Toronto | LNH        | 2   | 0                | 0                | 0                | 2                |                  |    |                      |                      |                      |                      |                      |
| 1991-1992  | Asiago Hockey AS       | Série A    | 5   | 3                | 3                | 6                | 4                |                  |    |                      |                      |                      |                      |                      |
| Totaux LNH | Totaux LNH             | Totaux LNH | 860 | 256              | 551              | 807              | 1 727            | 113              | 43 | 77                   | 120                  | 325                  |                      |                      |
| Totaux AMH | Totaux AMH             | Totaux AMH | 71  | 38               | 38               | 76               | 126              | 75               | 2  | 2                    | 4                    | 15                   |                      |                      |

### Statistiques en équipe nationale
| Année | Équipe | Compétition |   | PJ | B | A | Pts | Pun               |  | Résultats |
| 1981  | Canada | CC          | 4 | 0  | 1 | 1 | 6   | Médaille d'argent |  |           |

## Honneur et trophée
- Association de hockey de l'Ontario
  - Membre de la deuxième équipe d'étoiles en 1977.
- Ligue nationale de hockey
  - Vainqueur de la Coupe Stanley avec les Oilers d'Edmonton en 1984.

## Transaction en carrière
- 1977; réclamé par les Bulls de Birmingham (10e choix de l'équipe, 83e au total) au repêchage de l'Association mondiale de hockey.
- 1978; réclamé par les Flyers de Philadelphie (1er choix de l'équipe, 7e au total) au repêchage de la Ligue nationale de hockey.
- 19 août 1982; échangé par les Flyers avec Greg C. Adams et les choix de première (David Jensen) et troisième ronde (Leif Karlsson) au repêchage de 1983 aux Whalers de Hartford en retour de Mark Howe et du choix de troisième ronde des Whalers (Derrick Smith) au repêchage de 1983.
- 19 août 1982; échangé par les Whalers avec Dan Nachbaur aux Oilers d'Edmonton en retour de Risto Siltanen et des droits sur Brent Loney.
- 21 juin 1984; échangé par les Oilers aux Bruins de Boston en retour de Mike Krushelnyski.
- 16 janvier 1990; échangé par les Bruins aux Flyers de Philadelphie en retour de Dave Poulin.
- 31 août 1990; signe à titre d'agent libre avec les Oilers d'Edmonton.
- 7 octobre 1991; échangé par les Oilers aux Maple Leafs de Toronto en retour d'une somme d'argent.